# Synotaxidae
Synotaxidae Simon, 1894 è una famiglia di ragni appartenente all'infraordine Araneomorphae.

## Caratteristiche
Specificità di questa famiglia è l'opistosoma allungato ben oltre le filiere, macroscopicamente evidente soprattutto nel genere Synotaxus

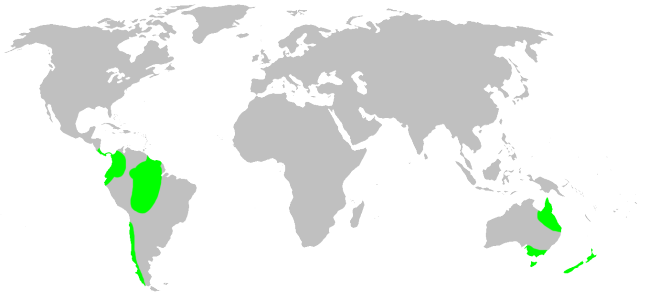
Synotaxidae, distribuzione

## Distribuzione
Sono diffusi prevalentemente in America meridionale e centrale.

## Tassonomia
A seguito di un lavoro di Dimitrov et al., del 2017 la maggior parte dei generi che componevano questa famiglia (13 su 14) hanno compo la famiglia a sé Physoglenidae, lasciando il solo genere Synotaxus ancora attribuito per sue specifiche caratteristiche.
Attualmente, a novembre 2020, si compone di un genere e 11 specie.
- Synotaxus Simon, 1895 — America meridionale